# المصيار (جبلة)

تعديل مصدري - تعديل

المصيار هي إحدى قرى عزلة الثوابي بمديرية جبلة التابعة لمحافظة إب، بلغ تعداد سكانها 473 نسمة حسب تعداد اليمن لعام 2004.